# El Carpio de Tajo
El Carpio de Tajo es un municipio y localidad española de la provincia de Toledo, en la comunidad autónoma de Castilla-La Mancha. Cuenta con una población de 1873 habitantes (INE 2024).

## Toponimia
El término Carpio pudiera tener su origen en las fortalezas que los iberos edificaban a orillas de los ríos y que, tanto ellos como los romanos, llamaron carpias. Así vendría a significar fortaleza o castillo junto al río.

## Geografía

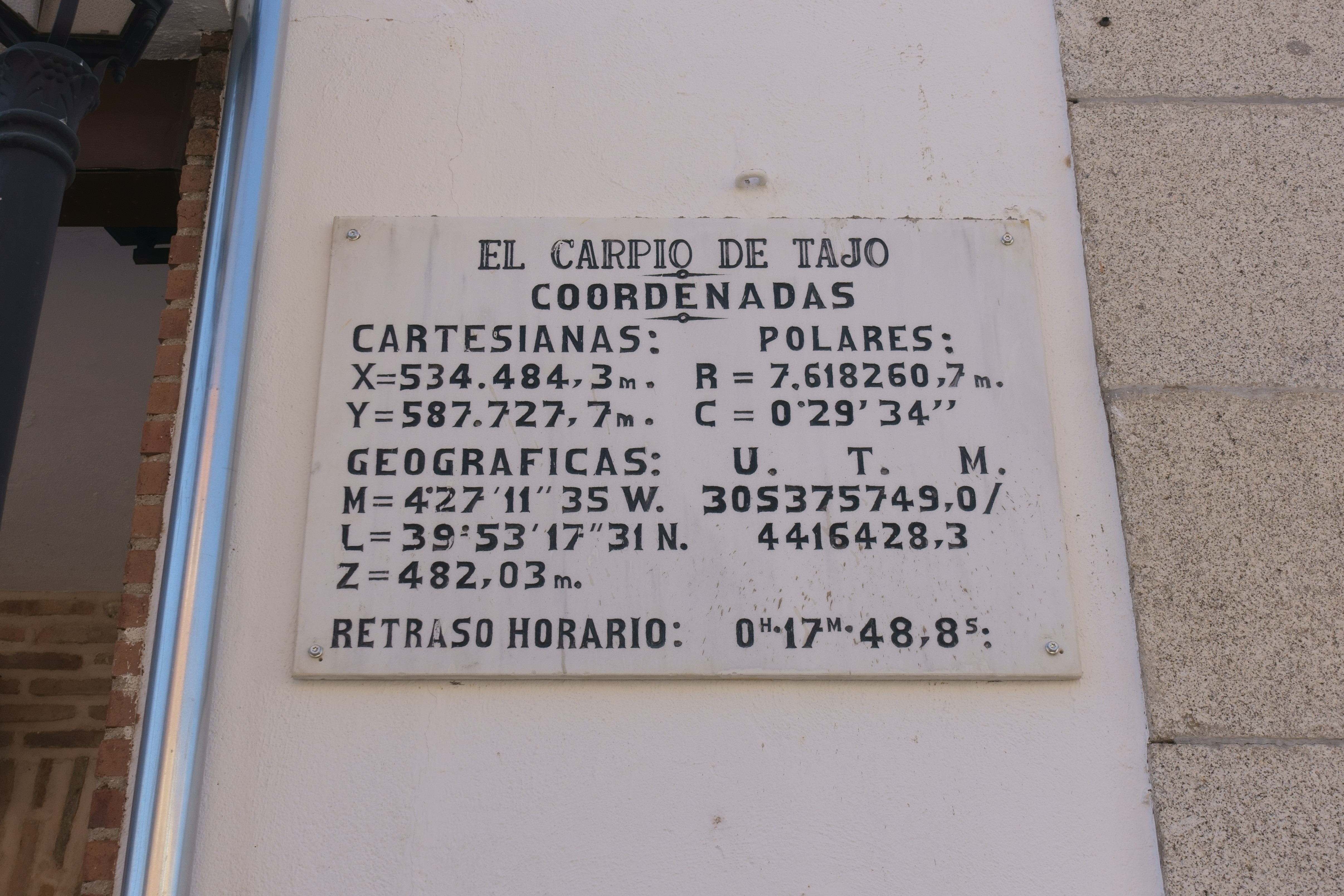
Placa indicando las coordenadas del lugar

El municipio se encuentra situado terreno montuoso a la orilla derecha del Tajo, que atraviesa su término de este a oeste, en la comarca de Torrijos. Linda con los términos municipales de La Mata, Escalonilla, La Puebla de Montalbán, Villarejo de Montalbán, Malpica de Tajo y Mesegar de Tajo, todos de Toledo.
Existe un arroyo denominado del Carpio que desemboca en el Tajo. Las zonas de labranza se denominan Calatravilla, Bayona, los Valles, Quintanilla, Ventilla, Velasco, Cabezaparda, Cerrotravieso, la Arcuela, los Chortales, las Veguillas, Parditos, Portachuelo, Piedras del Gallo, Madrigal, Obra Molinera, Bañuela, Valdelaosa, Juan Molina, Alejillos y Madrigalejo.

## Historia

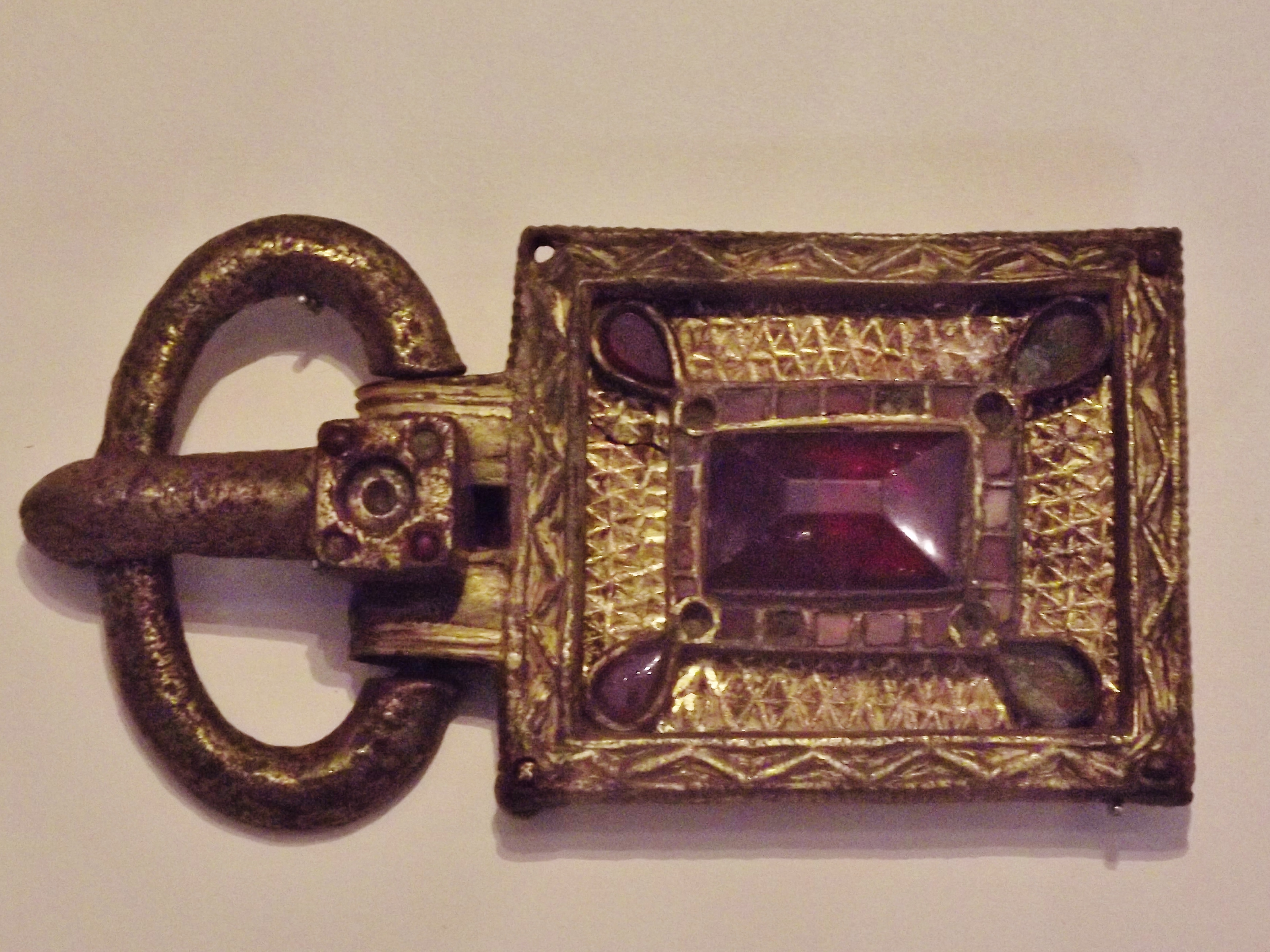
Broche de cinturón de la necrópolis visigoda de El Carpio de Tajo, Museo Arqueológico Nacional

Su origen es probablemente celta, poblado tal vez por pastores. En la época romana una vía une este pueblo con Toledo. El pueblo original se encontraba en la zona de Ronda, pegado al río Tajo, lugar donde se encuentra la ermita del pueblo. En la época de los visigodos adquiere su mayor esplendor. Fue ocupado por los musulmanes hasta la reconquista de Alfonso VI. El rey Alfonso VIII cedió en 1188 la villa de Ronda a la Orden de Trujillo, después, Alcántara. En 1196, este mismo rey les vuelve a donar terrenos comprendidos entre los ríos Torcón y Cerdena. A comienzos del siglo XII, empieza a surgir el actual asentamiento de El Carpio. La zona de Ronda empieza a ser despoblada por la insalubridad del río. En 1441 el Rey concede el título de «Muy Leal» a la villa y en 1488, los Reyes Católicos le otorgan el Fuero Real. Perteneció al común de villa y tierra de Maqueda, para pasar ya en la segunda mitad del siglo XVI al estado de Montabán hasta 1737, año en el que adquiere el título de Villa y se erige el rollo jurisdiccional que la acredita como tal. 
En el siglo XIX hay varios brotes de cólera a lo largo del siglo que afectan gravemente al número de habitantes.
A mediados del siglo XIX la industria local consistía en 4 fábricas de vidrio, 5 telares de costales, 6 molinos de aceite y uno de harina. El presupuesto municipal era de 30 000 reales de los cuales 3300 eran par pagar al secretario, y se cubrían con la producción de la dehesa, la barca que cruzaba el Tajo y los impuestos vecinales.
En 1910, se añade «de Tajo» al nombre de la villa.

## Demografía
Cuenta con una población de 1873 habitantes (INE 2024).
| Gráfica de evolución demográfica de El Carpio de Tajo entre 1842 y 2021                                                                                                 |
| |
| Población de derecho según los censos de población del INE Población de hecho según los censos de población del INEEn estos censos se denominaba El Carpio: 1842 y 1857 |

## Comunicaciones
Desde Madrid puede llegarse por la A-5 hasta Santa Olalla (PK 79). En el centro de Santa Olalla se toma una desviación a la izquierda con dirección a El Carpio de Tajo 16 km; se pasará por el centro del casco urbano de La Mata y 6 km más adelante está El Carpio de Tajo.
Otra posibilidad es tomar la A-42 hasta Olías del Rey (PK 64) y allí tomar dirección Bargas - Torrijos - La Puebla de Montalban - El Carpio de tajo. También se puede continuar hasta Toledo, y antes de entrar en su casco urbano, tomar una salida de la autovía que indica Toledo - Ávila y a continuación la CM-4000 dirección a La Puebla de Montalbán y el siguiente pueblo es El Carpio de Tajo.
También se comunica con Madrid por autobuses de la compañía SAMAR, que salen del intercambiados de Príncipe Pío en el paseo de la Florida, de Madrid.

## Administración y política

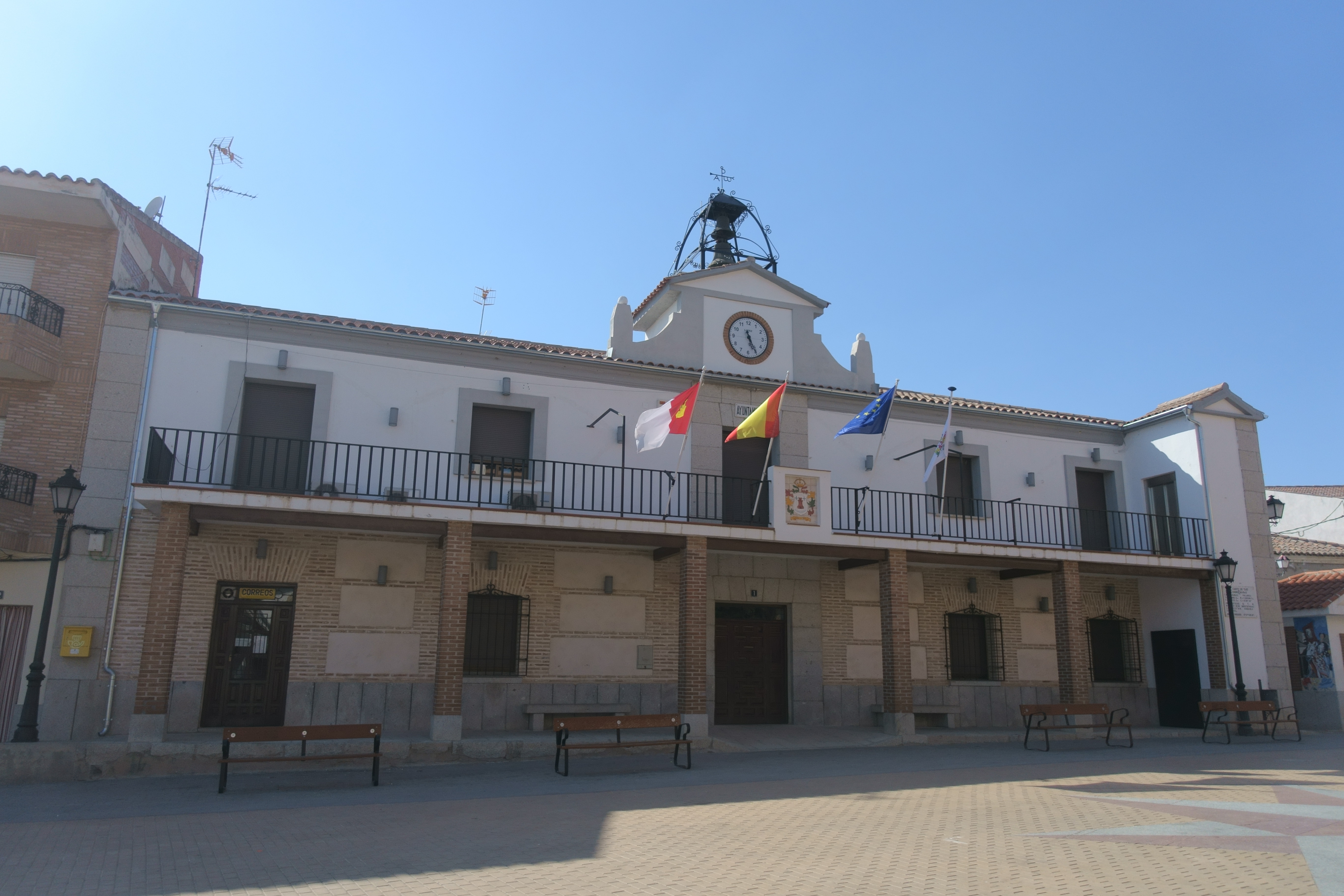
Casa consistorial

|                                               |         |                         |       |         |            |            |  |
| Elecciones municipales del 24 de mayo de 2015 |         |                         |       |         |            |            |  |
| Partido                                       | Partido | Candidato               | Votos | Votos   | Concejales | Concejales |  |
| Partido Popular                               |         | Andrés Polonio Villalba | 482   | 39,35 % | 4          | 2          |  |
| Partido Socialista Obrero Español             |         | Germán Jiménez Marcos   | 520   | 42,45 % | 5          | -          |  |
| Ganemos Carpio                                |         | Roberto Colino Martínez | 200   | 16,33 % | 2          | 2          |  |

|                                           |         |                        |       |         |            |            |  |
| Elecciones municipales 28 de mayo de 2023 |         |                        |       |         |            |            |  |
| Partido                                   | Partido | Candidato              | Votos | Votos   | Concejales | Concejales |  |
| Partido Popular                           |         | Diego Martín Fernández | 733   | 66,33 % | 6          | 2          |  |
| Partido Socialista Obrero Español         |         | Germán Jiménez Marcos  | 358   | 32,39 % | 3          | 2          |  |

|                              |                    |                 |         |         |  |  |  |
| Alcalde                      | Inicio del mandato | Fin del mandato | Partido | Partido |  |  |  |
| Eloisa Benavente Agüero      | 1976               | 1979            |         | UCD     |  |  |  |
| José Luis Mora Pizarro       | 1979               | 1983            |         | PSOE    |  |  |  |
| Francisco Quintanilla Alonso | 1983               | 1987            |         | PSOE    |  |  |  |
| Pedro Villalba Sedeño        | 1987               | 1991            |         | PP      |  |  |  |
| Pedro Villalba Sedeño        | 1991               | 1995            |         | PP      |  |  |  |
| Pedro Villalba Sedeño        | 1995               | 1999            |         | PP      |  |  |  |
| Ángel Polonio                | 1999               | 2003            |         | CID     |  |  |  |
| Ángel Polonio                | 2003               | 2007            |         | PSOE    |  |  |  |
| Pablo Benavente Baltasar     | 2007               | 2011            |         | PP      |  |  |  |
| Pablo Benavente Baltasar     | 2011               | 2015            |         | PP      |  |  |  |
| Germán Jiménez Marcos        | 2015               | 2019            |         | PSOE    |  |  |  |
| Isidoro Gallardo Esteban     | 2019               | 2023            |         | PSOE    |  |  |  |
| Diego Martín Fernández       | 2023               | -               |         | PP      |  |  |  |

## Cultura
La Asociación Cultural Aires de Ronda de El Carpio de Tajo está dedicada a la difusión de las músicas y bailes populares del entorno. Todos los años celebran dos festivales de folklore, uno en junio y otro en julio en los prolegómenos de las fiestas de Santiago, en el que participan grupos de folklore de todo el país.

### Fiestas
- Carnaval
- Domingo de Quasimodo: domingo siguiente al Domingo de Resurrección. Fiestas en honor a la patrona, la Virgen de Ronda, con una duración de tres días. Entre los actos festivos, hay fuegos artificiales, procesión, diana floreada, verbenas, etc. Destaca la procesión de la Virgen de Ronda, que es vestida con sus mejores galas y procesionada en su carroza. El lunes siguiente se llama Quasimodo Chico y es fiesta local.
- Del 24 al 27 de julio: en honor de Santiago Apóstol. Destacan las carreras de caballos enjaezados y sus toques tradicionales de dulzaina y tamboril (Alborada de los caballos) así como el tradicional «Correr los Gansos» en el que los jinetes arrancan la cabeza a gansos atados, previamente sacrificados.
- 29 de septiembre: San Miguel Arcángel. La víspera en las calles del pueblo se encienden numerosas hogueras. Cuadrillas de chavales recorren las calles del pueblo con cañas intentando apagar con ellas las hogueras. Los vecinos tratarán de evitarlo con mangueras y cubos de agua los cuales arrojarán a los chavales.
- 8 de diciembre: La Inmaculada Concepción. La víspera se reúnen en la iglesia parroquial varias mujeres con bolsas y cestas llenas de castañas para ser bendecidas. Posteriormente dichas mujeres por el camino de regreso a sus casas van arrojando por las calles las castañas que grandes y pequeños van recogiendo. Según la tradición, es necesario rezar un avemaría por cada una de esas castañas que se coman.

### Monumentos y lugares de interés
A destacar la ermita de Ronda y la iglesia parroquial de San Miguel Arcángel.

### Personas destacadas
- Luis Moreno Nieto, nació en la localidad el 14 de mayo de 1917 y murió en Toledo en 2005, a los 88 años de edad. Fue cronista oficial de la provincia de Toledo y decano de la prensa toledana. A finales de 1936 comenzó su andadura periodística en la redacción de «El Alcázar», que por aquellas fechas se editaba en Toledo. Desde entonces, y hasta su muerte casi 70 años más tarde, no abandonó jamás su labor periodística. Publicó más de 10 000 artículos y reportajes sobre Toledo en la prensa local y nacional, especialmente en el periódico ABC, del que fue corresponsal desde 1953.
- Martín Fernández de Olmedo, conocido como «el Indiano», Capitán de los Tercios de Flandes y regidor de Puebla de los Ángeles en México.